# Rybitwa nadobna
Rybitwa nadobna (Sternula nereis) – gatunek średniej wielkości ptaka z rodziny mewowatych (Laridae), spotykany na południowo-zachodnim Pacyfiku. Długość ciała około 25 cm, masa ciała około 70 g.

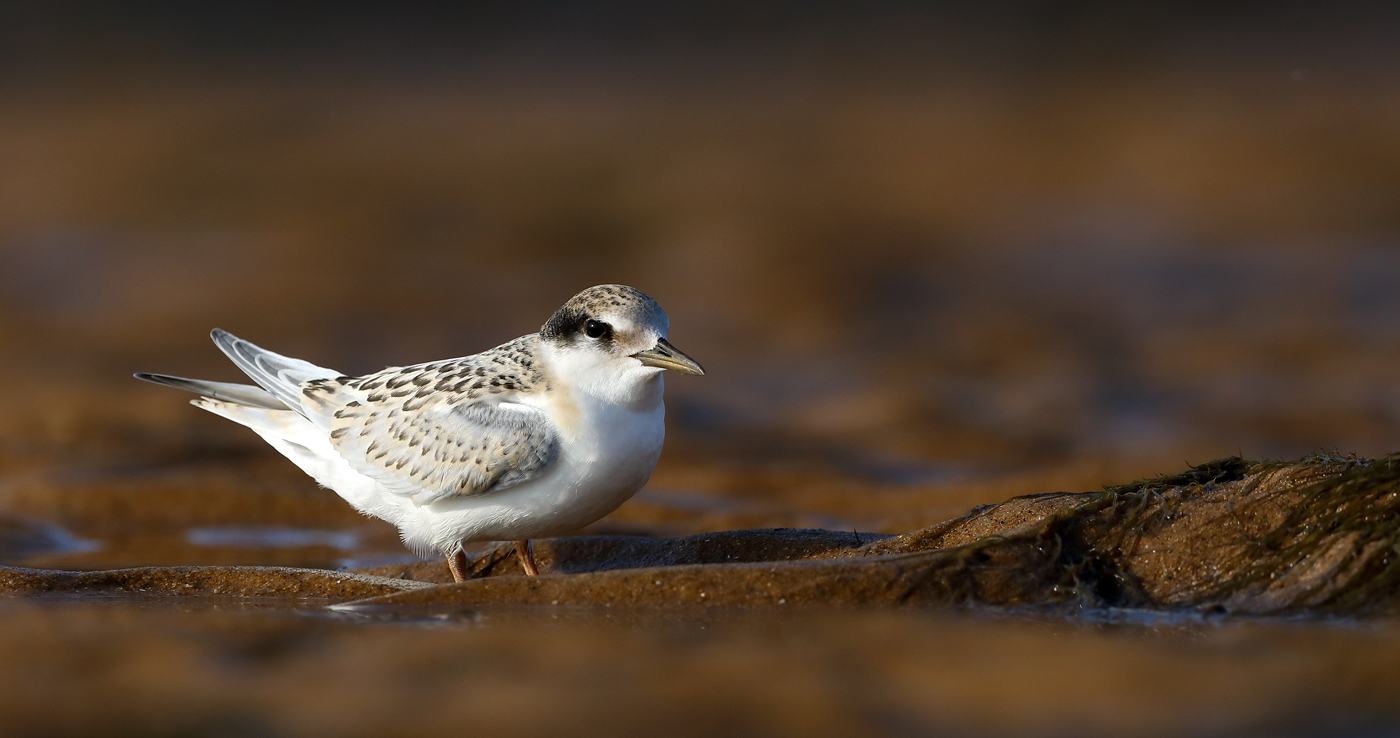
Osobnik młodociany

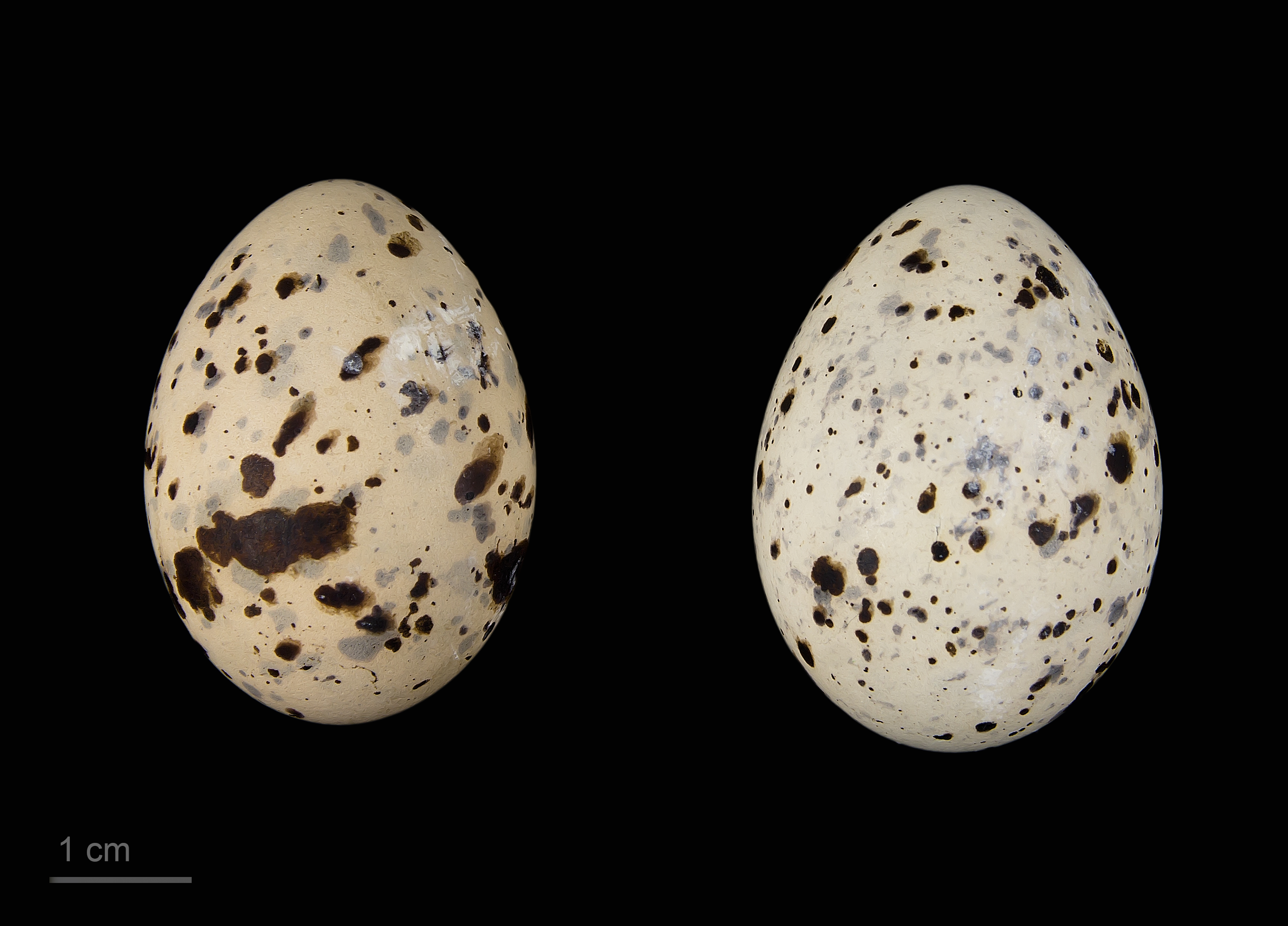
Jaja z kolekcji muzealnej

Międzynarodowy Komitet Ornitologiczny (IOC) wyróżnia trzy podgatunki S. nereis:
- S. nereis exsul – gniazduje na Nowej Kaledonii,
- S. nereis davisae – gniazduje w północnej części Wyspy Północnej (Nowa Zelandia),
- S. nereis nereis – gniazduje w zachodniej i południowej Australii (w tym na Tasmanii).

Niektórzy autorzy populację z zachodniej Australii wydzielają do podgatunku S. nereis horni.
W ostatnich latach stwierdzono gwałtowny spadek liczebności rybitwy nadobnej, skutkiem czego gatunek ten uznano w 2008 roku za narażony (VU – Vulnerable). Liczebność populacji szacuje się na 2500–9999 dorosłych osobników, a jej trend oceniany jest jako spadkowy.